# Vernoux
Vernoux är en kommun i departementet Ain i regionen Auvergne-Rhône-Alpes i östra Frankrike. Kommunen ligger  i kantonen Saint-Trivier-de-Courtes som ligger i arrondissementet Bourg-en-Bresse. Kommunens areal är 10,2 km². År 2022 hade Vernoux 296 invånare.

## Befolkningsutveckling
Antalet invånare i kommunen Vernoux
Referens: INSEE